# Enem 2019
A edição do Exame Nacional do Ensino Médio de 2019 foi realizada nos dias 3 e 10 de novembro de 2019.
Dando seguimento ao certame anterior, o Enem 2019 sofreu mudanças que fazem parte de um processo de otimização e de redução de custos de realização. Publicado em 11 de março de 2019 no Diário Oficial da União, o edital informa mudanças ligadas à coleta de dado biométrico, que passará a utilizar uma esponja de múltiplo uso; e uma nova diagramação do caderno de provas, que passa a contar com um espaço em branco ao final, para fins de cálculos e da elaboração do rascunho da redação. Em relação aos coordenadores e fiscais, o processo de capacitação será realizado à distância, por meio de uma plataforma exclusiva. Outra mudança seria no horário de realização das provas para as regiões Norte e Nordeste, que ganharam um acréscimo de uma hora devido a extinção do horário de verão. Para os estados do Nordeste e no Pará, Amapá e Tocantins, as provas serão realizadas junto com os estados do Centro-Oeste, Sudeste e Sul, já que desde então ocorriam com uma hora de atraso.
Ambos os dias de realização do exame angariaram novos números. O primeiro domingo, 3 de novembro, contou com o comparecimento de 3,9 milhões de estudantes, isto é, de 76,9% dos inscritos. Em contrapartida, houve abstenção de 23,1%, o que corresponde a 1,2 milhão de ausentes. No mesmo dia, houve um recorde de 91% de estudantes que acessaram o Cartão de Confirmação. No segundo domingo, 10 de novembro, houve um recorde histórica de 72,9% dos inscritos presentes, superando o ano anterior com participação de 75,24%. Em contrapartida, houve 27,19% de abstenção, menor taxa desde a aplicação de 2009.
Apesar das extremas normas de segurança para a garantia da lisura da execução do certame, houve vazamentos nesta edição. Em 3 de novembro, uma foto com a proposta de redação vazou minutos após o início da prova. No mesmo dia, o Ministério da Educação confirmou o vazamento, mas assegurou que a divulgação insidiosa não afetaria a prova. O Ministro da Educação, Abraham Weintraub, divulgou, no dia, que a origem do vazamento era de Pernambuco. Em consonância, a Polícia Federal deflagrou a Operação Troth com o intuito apurar o caso. Em 10 de novembro, houve um segundo vazamento, o qual exibia a íntegra da prova do segundo dia. O MEC informou que já havia identificado os responsáveis, mas não ofereceu maiores detalhes sobre a situação. Uma questão de Ciências Humanas e suas Tecnologias foi anulada devido à repetição do ano anterior, na prova específica para candidatos com deficiência visual.
Com relação as redações, houve uma queda de 1% nas notas máximas comparado ao ano anterior. Somente 53 estudantes tiraram nota mil, tendo em sua maioria mulheres e com destaque a região sudeste com 45,3%, seguido do nordeste com 32%. O estado com o maior número de notas máximas foi Minas Gerais com 13 candidatos. Já o total de notas zero foi de 143.736, com 56 mil folhas em branco.

## Erros nas notas
O Erro nas notas do Enem 2019 foi uma série de acontecimentos relacionados à divulgação das notas do Exame Nacional do Ensino Médio (Enem) no Brasil. Uma delas é a incoerência nas notas das áreas de Ciências da Natureza e Suas Tecnologias e Matemática e Suas Tecnologias, na qual alunos com mais de 30 acertos obtiveram notas inferiores a 400 pontos.

### Contexto
Após a divulgação do resultado individual dos participantes desta edição, no caso os estudantes do 3º ano e concluintes do ensino médio, foram constatados erros nas médias relacionadas as disciplinas de Ciências da Natureza e Matemática. O caso foi divulgado através de um grupo de estudantes de um Colégio de Aplicação da Universidade Federal de Viçosa. Porém, além dos estudantes de Viçosa, alunos da cidade de Utaiutaba também denunciaram o erro. Após a polêmica, foi criada uma petição com mais de 540 assinaturas solicitando a revisão das notas. Logo depois, foi subida a hashtag no Twitter #ErroNoEnem, onde outros estudantes brasileiros também constataram o erro. Também houve queda nas médias do TRI.

### Reação do Governo
Apesar da polêmica, o Ministério da Educação e o INEP anunciaram que manteriam a data de inscrição do SISU. Em seguida, o Ministro da Educação Abraham Weintraub e o Presidente do INEP Alexandre Lopes, através de um comunicado divulgado nas redes sociais no dia 18 de janeiro de 2020, lamentaram o erro e anunciaram que realmente houve "inconsistências" nas notas, em razão de erro de vinculação dos inscritos com as respectivas provas, ocasionados durante a impressão realizada pela gráfica VALID contratada pelo INEP. Além de disponibilizar um e-mail exclusivo para a correção das notas solicitando o número de inscrição e nome completo dos participantes prejudicados, com o prazo até segunda feira, 20 de janeiro de 2020. Segundo o Ministro da Educação, apenas 0,1% dos estudantes teriam sido afetados pelo erro.
Através de um pronunciamento na manhã do dia 28 de janeiro, o Presidente da República Jair Bolsonaro, anunciou que irá apurar o caso e investigar se houve sabotagem ou erro interno.

### Confiabilidade dos resultados
No dia 29 de janeiro de 2020, funcionários do MEC afirmaram à Folha de S.Paulo, sob condição de anonimato, que o resultado do Enem 2019 não é 100% confiável. Ao identificar erros em notas, o INEP refez a conferência dos desempenhos dos participantes, mas não recalculou a proficiência dos itens usados nas provas do exame. O procedimento traria maior segurança aos resultados para os resultados, mas esse cálculo levaria mais tempo para ser concluído. O governo Bolsonaro preferiu abrir mão dessa análise para dar uma resposta rápida aos erros e manter o cronograma do SiSU.
O recálculo das proficiências poderia reduzir o erro padrão do exame e indicar variações nas notas, que provavelmente seriam pequenas, mas suficientes para alterar, por exemplo, a lista de aprovados em cursos concorridos. Para atender ao modelo psicométrico da Teoria de Resposta ao item (TRI), os itens da prova passam por pré-testes (a partir das respostas de um público similar ao que faz a prova, estabelece-se parâmetros dos itens, como os níveis de dificuldade). Entretanto, uma nota técnica do INEP, mencionada no recurso da Advocacia-Geral da União levado ao STJ, indica que houve calibragem dos itens na própria prova. A amostra usada no Enem 2019 foi de 100.000 participantes e, somente depois disso, a proficiência geral da prova foi estipulada e as notas dos alunos, calculadas. Além de ter itens novos na prova, os resultados de parte dos 5.974 participantes que estavam com as notas erradas por troca de gabarito fizeram parte dessa amostra.
Em seguida, o Ministro da Educação Abraham Weintraub classificou de mentirosa a notícia publicada na Folha de S.Paulo. "A informação é totalmente equivocada. Não posso chamar o jornal de mentiroso, mas as fontes, nesse caso”, afirmou o ministro. “Assim que terminarem os processos, vamos apresentar os dados assim como já fizemos com todos os órgãos que nos questionaram”. Contudo, o Ministério da Educação não voltou a mencionar o caso, tampouco voltou a questionar a lisura da reportagem.

### Impactos no SISU, ProUni, Fies e Processos Seletivos locais
Devido às incongruências quanto à correção das provas, o Ministério Público Federal (MPF) pediu, em 24 de janeiro de 2020, que a Justiça Federal suspendesse os calendários do SiSU, do ProUni e do Fies. No comunicado, o MPF afirma que "é solicitado que o Instituto Nacional de Estudos e Pesquisas Educacionais Anísio Teixeira (Inep) realize nova conferência dos gabaritos de todos os candidatos que compareceram ao Enem 2019, de forma a garantir a idoneidade, a correção do resultado do exame e a correspondência entre o gabarito utilizado e a prova realizada pelo candidato". Se descumprida a ordem, o órgão prevê uma multa diária de R$ 10 milhões. Em 27 de janeiro de 2020, o MEC suspendeu as inscrições do ProUni devido à proibição do calendário pela Justiça Federal em razão dos erros.
A Universidade Federal do Pará (UFPA), por meio de uma nota oficial divulgada na noite do dia 26 de janeiro de 2020, anunciou a suspensão do resultado do Processo Seletivo 2020, previsto para ser divulgado no dia 28 de janeiro, aguardando um posicionamento do MEC e do INEP sobre as notas do Enem 2019, visto que a instituição utiliza as notas do exame para ingresso. Além da UFPA, a Universidade Federal de São Paulo (Unifesp) e a Universidade Federal de Santa Catarina (UFSC) também anunciaram a suspensão da divulgação dos resultados de seus respectivos Processos Seletivos. Já a Universidade do Estado do Pará (UEPA), através de uma reunião emergencial realizada no dia 27 de janeiro, também anunciou o cancelamento da divulgação do resultado do PROSEL 2020, marcado para o dia 29 de janeiro, além de solicitar o reenvio das notas do Enem 2019. Já a Universidade Federal do Oeste do Pará (Ufopa), seguindo o exemplo da UFPA e UEPA, suspendeu a divulgação do resultado do Processo Seletivo Regular (PSR), acompanhando com cautela o desenrolar do caso das notas do exame. No caso da Universidade Federal Rural da Amazônia (UFRA), a instituição ainda aguarda as informações do MEC e do INEP, assim como a Universidade Federal do Sul e Sudeste do Pará (Unifesspa) e o Instituto Federal do Pará (IFPA). Outras universidades públicas como a Universidade Federal de Pelotas (UNIPel), Universidade Federal do Rio Grande do Norte (UFRN) e a Universidade Federal da Grande Dourados (UFGD), anunciaram o cancelamento temporário das matrículas e da divulgação de resultados.
Algumas universidades federais e IFS como a Universidade Federal do Piauí (UFPI), Universidade Estadual do Piauí (UESPI), Instituto Federal do Piauí (IFPI), Universidade Federal do Ceará (UFC) e Universidade Regional do Cariri (URCA) mantiveram o calendário normalmente, bem como a divulgação de seus resultados.

### Conclusão
Na tarde do dia 28 de janeiro de 2020, o Superior Tribunal de Justiça (STJ) acata a decisão do Governo Federal e autoriza a liberação do resultado da primeira chamada do SISU e das inscrições do ProUni, bem como a formação de um novo calendário para o programa. Junto a isso também, as universidades anunciaram a criação de novos calendários, bem como a retomada da divulgação dos resultados de seus respectivos processos seletivos.